# Vera Lúcia de Miranda Guarda
Vera Lúcia de Miranda Guarda (10 de febrero de 1963) es una doctora en ciencias farmacéuticas de Brasil, presidenta de la Cátedra UNESCO de educación, ciencia y cultura sobre el agua, la mujer y el desarrollo en Brasil.

## Biografía
Vera Lúcia de Miranda Guarda nació el 10 de febrero de 1963 en Tarumurum, Brasil.  En 1981 comenzó a estudiar en la Escuela de Farmacia de la Universidad Federal de Ouro Preto. En 1992, es elegida presidenta de la conferencia de esta universidad. En 1994, frecuentó la Universidad Joseph Fourier en Francia para su doctorado en ciencias farmacéuticas 1,4-benzothiazinones y thiazolidinones sustituidas : síntesis, estudio estructural y actividad antibacteriana. Ella participa en varios proyectos e investigaciones farmacéuticas en la Universidad Federal de Ouro Preto de 1992 a 2018.
En octubre de 2019, ella organiza para los Encuentros Nacionales de los Comités de Cuencas Hidrográficas (ENCOB) el seminario  “ Encontro «Mulheres das Águas» fortalecendo o papel das Mulheres nos comitês de bacias hidrográficas”.

## Función dentro de la UNESCO
En 2006, la Universidad de Ouro Preto firma una convención para crear la cátedra UNESCO sobre el agua, las mujeres y el desarrollo en Brasil y confía la presidencia a Vera Lúcia de Miranda Guarda. En febrero de 2012, inscribió el complemento de enseñanza, de investigación y de vulgarización NuCát a esta cátedra de la UNESCO.
El comité que dirige esta cátedra, tiene como objetivo el desarrollar los recursos hídricos y la educación de las mujeres. 
Este comité desea inscribir su acción en una política de desarrollo sostenible a través de diversas disciplinas y estableciendo vínculos entre los diferentes grupos socioeconómicos y las organizaciones no gubernamentales.
Se centra en el desarrollo económico y la independencia de las mujeres, con la esperanza de que éstas obtengan el mismo poder de elección que los hombres, en las decisiones que las afectan a ellas y a sus familias. La organización informa a hombres y mujeres sobre los beneficios que presenta la igualdad entre hombres y mujeres.